# Трејси Остин
Трејси Ен Остин Холт (енгл. Tracy Ann Austin Holt) је бивша америчка тенисерка. Рођена је 12. децембра 1962. године у Калифорнији, САД. У својој тениској каријери је освојила 30 турнира у периоду од 1977. до 1982, од тога 2 пута Отворено првенство Америке 1979. и 1981. Постала је број један на ВТА листи са 17 година и три месеца. Због низа повреда повукла се из професионалног тениса 1982. године. Касније се враћала, али без већег успеха. Дефинитивно се пензионисала 1994. године.